# Тит Флавий Юлиан
Тит Флавий Юлиан (на латински: Titus Flavius Iulianus) e политик и сенатор на Римската империя през 2 век.
През 140 г. той е суфектконсул заедно с Марк Барбий Емилиан.